# Евангелие от Луки
Ева́нгелие от Луки́ (др.-греч.  Εὐαγγέλιον κατὰ Λουκάν, лат. Evangelium secundum Lucam) — третья книга Нового Завета, одно из четырёх канонических Евангелий. Перед ним традиционно следуют Евангелия от Матфея и Марка, за ним — Евангелие от Иоанна. Автором считается апостол Лука.

## Цель, особенности и композиция

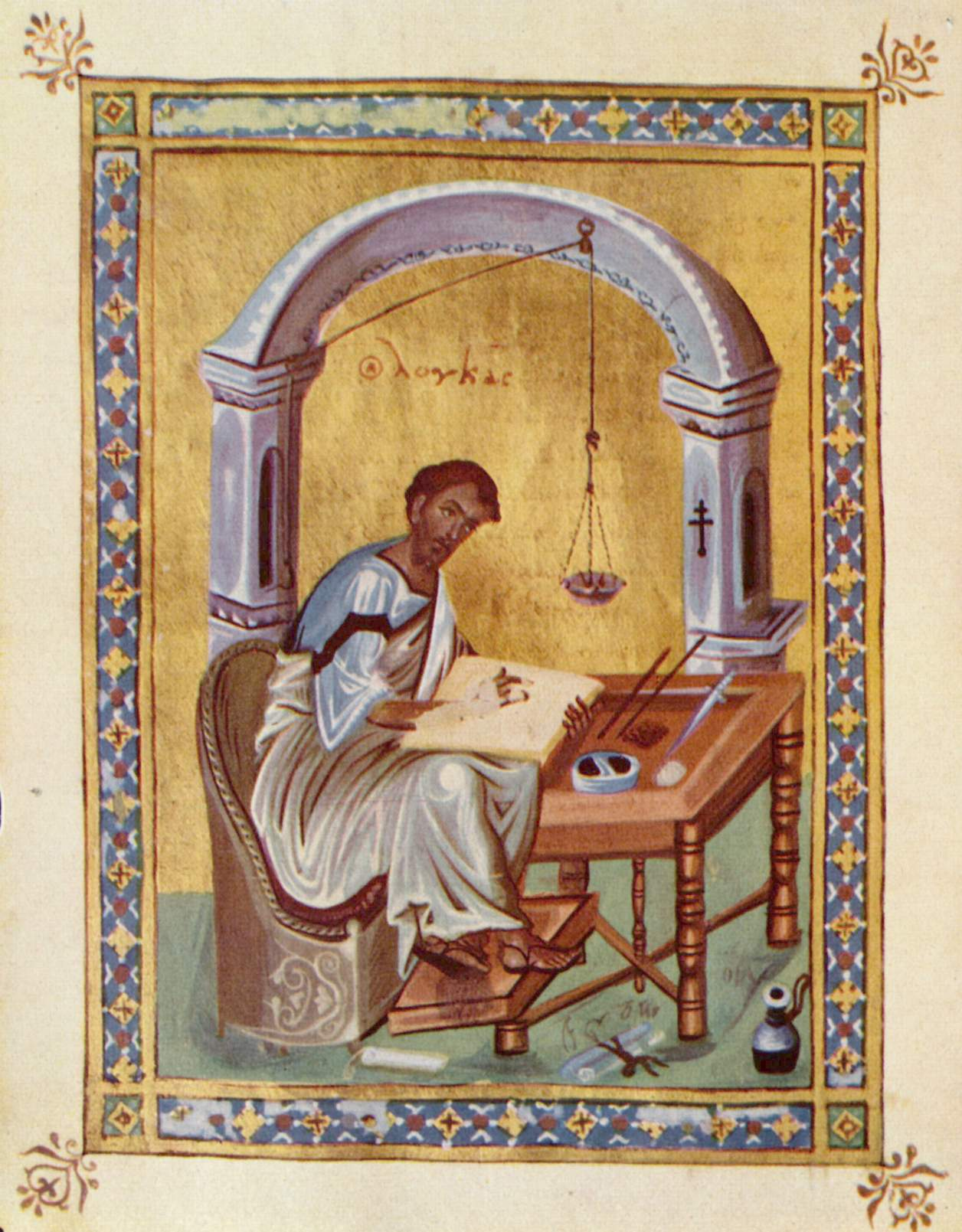
Евангелист Лука. Византия. X век

Основная тема Евангелия — жизнь и проповедь Иисуса Христа, Сына Божия. Евангелие написано для христиан из язычников и обращено к Феофилу, христианину, обращённому из язычников, и, в его лице, к новым христианским общинам, основанным апостолом Павлом. Цель Евангелия автор обозначает следующим образом: «чтобы ты узнал твёрдое основание того учения, в котором был наставлен» (Лк. 1:4). Ряд особенностей Евангелия вытекает из его предназначения для бывших язычников — иудейские обычаи объясняются подробно, кроме того автор преднамеренно избегает употребления слова «язычники» в отрицательном контексте, опасаясь неправильного понимания. Например, фраза из Нагорной проповеди Христа, которая в Евангелии от Матфея звучит как «И если вы приветствуете только братьев ваших, что особенного делаете? Не так же ли поступают и язычники?» (Мф. 5:47), в Евангелии от Луки приводится в виде «И если делаете добро тем, которые вам делают добро, какая вам за то благодарность? Ибо и грешники то же делают» (Лк. 6:33).
Жизнь Христа у Луки излагается преимущественно с исторической стороны, рассказ отличается обстоятельностью и подробностью, приводится большое количество притч Христа, по объёму Евангелие от Луки — длиннейшая книга Нового Завета. Евангелие начинается с описания наиболее ранних событий в хронологическом плане, а именно с благовестия Захарии, отцу Иоанна Крестителя, о его грядущем рождении. Прочие Евангелия начинаются с Рождества Христова (Матфей) или уже с проповеди Иоанна Крестителя (Марк и Иоанн).
События, предшествовавшие Рождеству Спасителя, у Луки описаны очень подробно (вся первая глава Евангелия). В третьей главе приводится родословие Иисуса Христа, построенное по восходящей линии от Иосифа Обручника, названного мужа Девы Марии, до Адама. Несовпадения этого родословия с приведённым в Евангелии от Матфея послужили предметом многочисленных исследований историков и библеистов. Распространено мнение, что у Матфея представлено родословие Иосифа (земного отца Иисуса Христа), у Луки — родословие Марии. Но есть и иные точки зрения.
В шестой главе излагается Нагорная проповедь Иисуса, квинтэссенция его учения, хотя и в менее подробной форме, чем в Евангелии от Матфея. В начале одиннадцатой главы приводится молитва «Отче наш» (11:1—4). Вариант молитвы у Луки имеет отличия от текста молитвы в Евангелии от Матфея (у Луки — более краткий вариант).
События последних дней земной жизни Иисуса в Иерусалиме и Страсти Господни занимают сравнительно небольшое место по отношению ко всему объёму книги (главы с 20 по 23).
Евангелие состоит из двадцати четырёх глав и заканчивается повествованием о вознесении Иисуса Христа на небо.

## Информация, отсутствующая в других Евангелиях

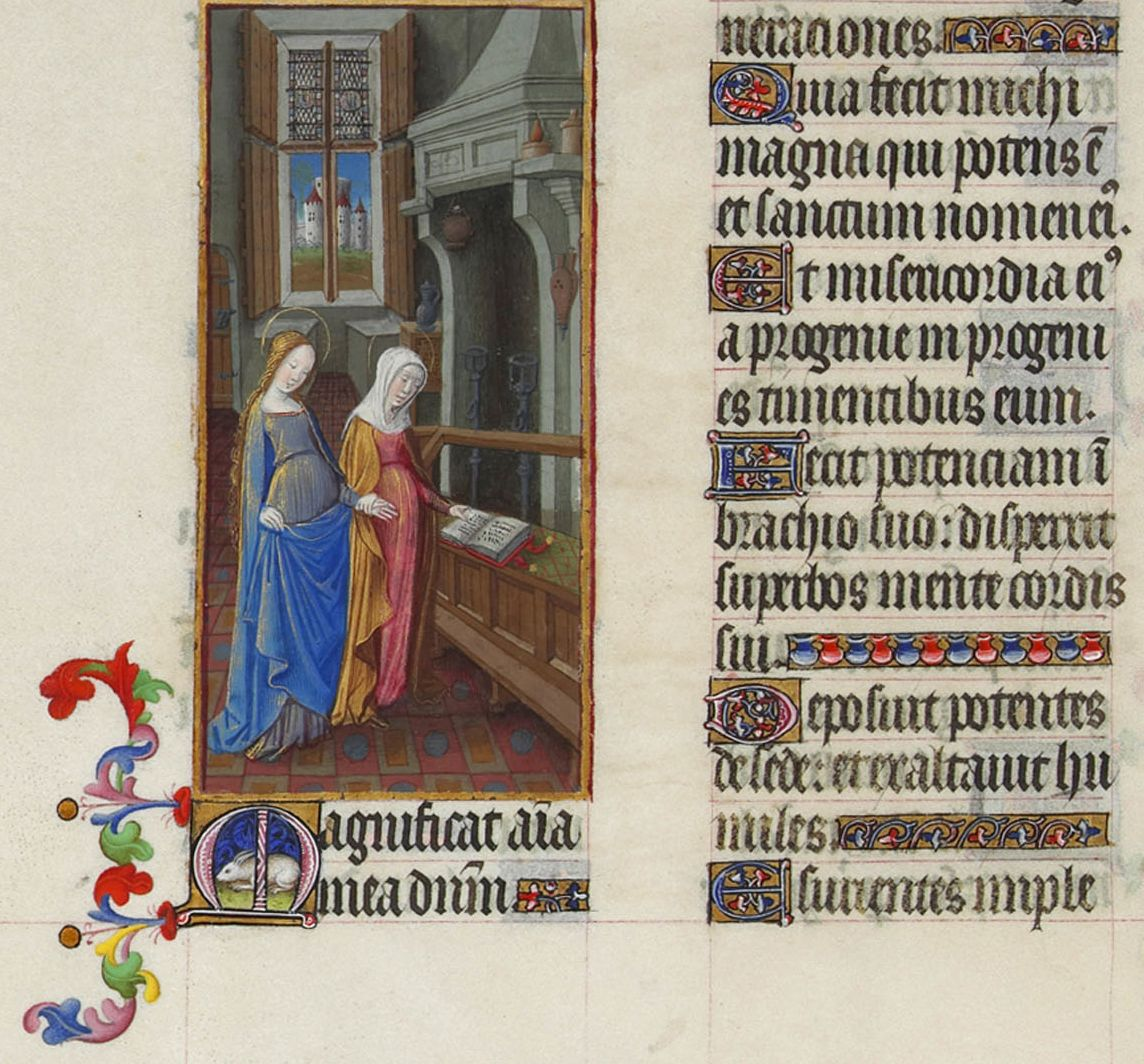
Магнификат. Манускрипт XV века. Музей Конде. Шантильи

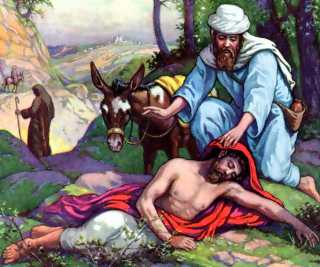
Милосердный самаритянин

Только в Евангелии от Луки приводятся сведения о родителях Иоанна Крестителя, о событиях, связанных с его рождением, и о посещении Девой Марией Елисаветы, матери Иоанна. Исключительно здесь говорится о поклонении пастухов родившемуся Младенцу, о Сретении и о посещении двенадцатилетним Иисусом Иерусалимского Храма. Также тексту этого Евангелия мы обязаны знакомством со знаменитыми благодарственными гимнами Богородицы Магнификат (Величит душа Моя Господа…) (1: 46 — 55), песней Захарии, отца Иоанна Предтечи («Благословен») (1: 68 — 79), песней Симеона Богоприимца (2: 29 — 32) и с ангельской песней «Слава в вышних Богу, и на земле мир, в человеках благоволение» (2: 14), вошедшей в состав древнейшего богослужебного песнопения — Великого славословия, в латинской традиции — «Gloria (Слава в вышних Богу)».
Только здесь упоминаются такие чудеса, как невидимое удаление Спасителя от врагов (4:30), воскрешение сына Наинской вдовы (7:11), исцеление согбенной женщины (13:11), больного водянкой (14:1), десяти прокажённых (17:11) и Малха, раба первосвященника (22:50).
Обширен список притч Христа, не встречающихся в других Евангелиях, в их число входят такие знаменитые, как:
- о милосердном самарянине (10:30),
- о блудном сыне (15:11),
- о потерянной драхме (15:8),
- о мытаре и фарисее ((18:10), которая содержит текст «Молитвы мытаря»),
- о богаче и Лазаре (16:19);
- о десяти минах (19:12);

а также:
- о двух должниках (7:41),
- о докучливом друге (11:5),
- о безумном богаче (12:16),
- о бодрствующих слугах (12:35),
- о благоразумном домоправителе (12:42),
- о бесполезной смоковнице (13:6),
- о званных на вечерю (14:6),
- о царе идущем на войну (14:28),
- о неверном управителе (16:1),
- о рабах ничего не стоящих (17:7),
- о неправедном судье (18:2).

## Содержание

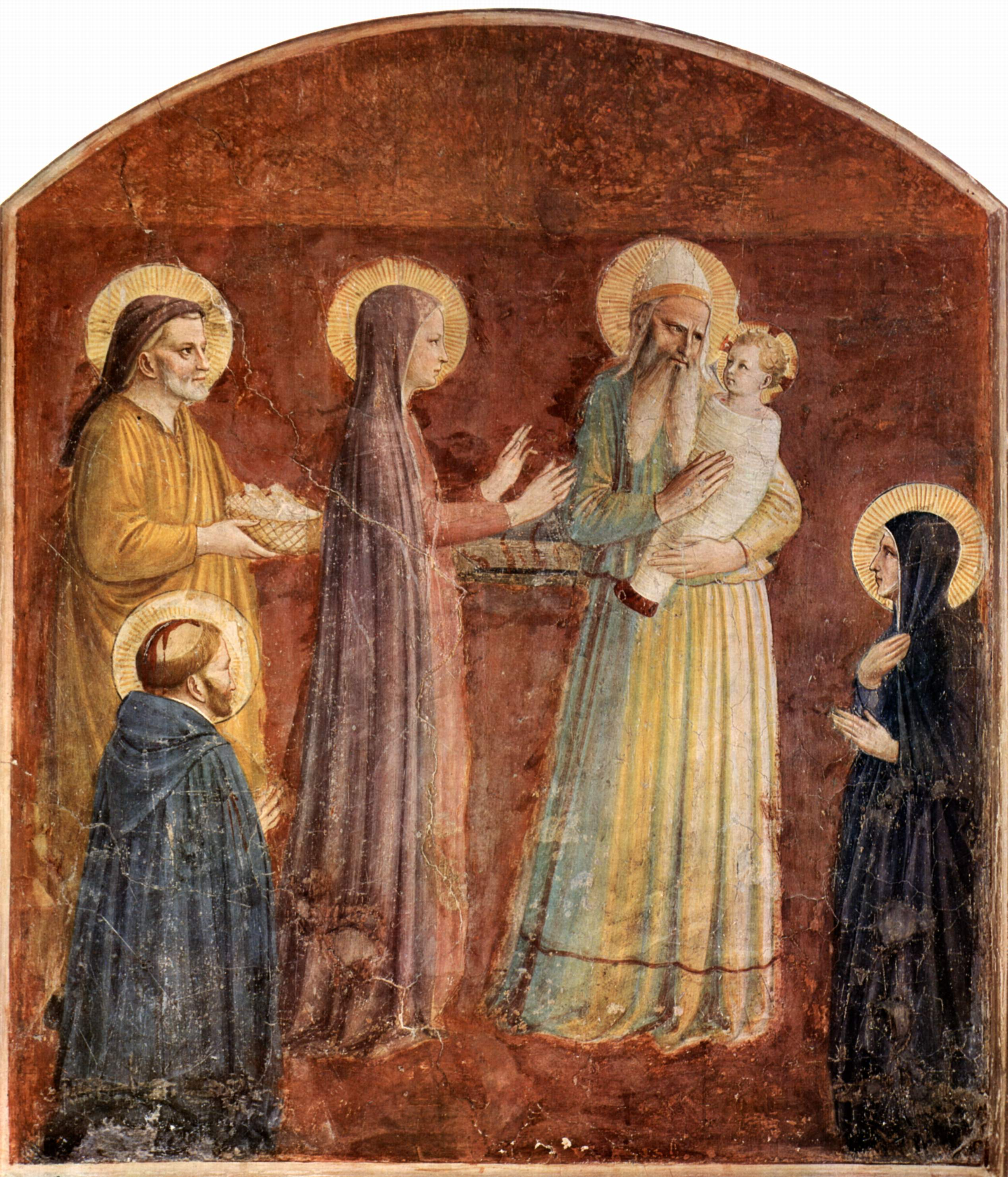
Фра Анджелико. Сретение

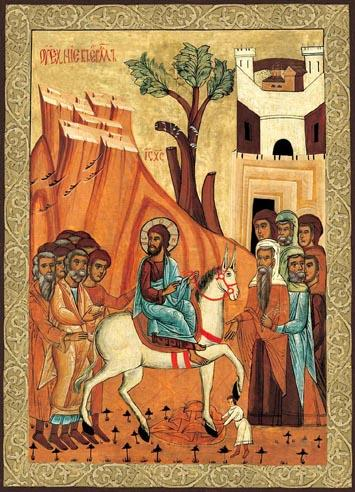
Икона Вход Господень в Иерусалим

- Вступление, обращение к Феофилу (1:1—4)
- Благовестие ангела Захарии (1:5—25)
- Благовещение (1:26—38)
- Посещение Девой Марией Елисаветы. Гимн Марии (1:39—56)
- Рождение Иоанна Крестителя (1:57—80)
- Рождество Иисуса Христа (2:1—20)
- Обрезание и Сретение (2:21—40)
- 12-летний Иисус в Храме (2:41—52)
- Проповедь Иоанна Крестителя (3:1—20)
- Крещение Господне (3:21, 22)
- Родословие Христа (3:23—38)
- Искушение Господа диаволом (4:1—14)
- Проповедь в Галилее (4:15—44)
- Призвание апостолов (5:1—11)
- Чудеса. Проповедь в Галилее и окрестных землях (5:12 — 6:19)
- Нагорная проповедь (6:20—49)
- Исцеления (7:1—17)
- Креститель посылает учеников к Иисусу (7:18—35)
- Чудеса и притчи (7:36 — 9:27)
- Преображение Господне (9:28—36)
- Иисус идёт из Галилеи в Иудею. Притчи и чудеса (9:36 — 11:36)
- Обличение фарисеев (11:37 — 12:12)
- Новые чудеса, притчи и проповедь (12:13 — 19:27)
- Вход Господень в Иерусалим (19:28—48)
- Проповедь в Иерусалиме (20:1 — 21:4)
- Предсказания Иисуса о разрушении Иерусалима и конце света (21:5—38)
- Тайная вечеря (22:1—38)
- Гефсиманское борение, арест и суд (22:39—71)
- Христос перед Пилатом (23:1—25)
- Распятие и погребение (23:26—56)
- Явления воскресшего Христа (24:1—49)
- Вознесение (24:50—53)

## Авторство

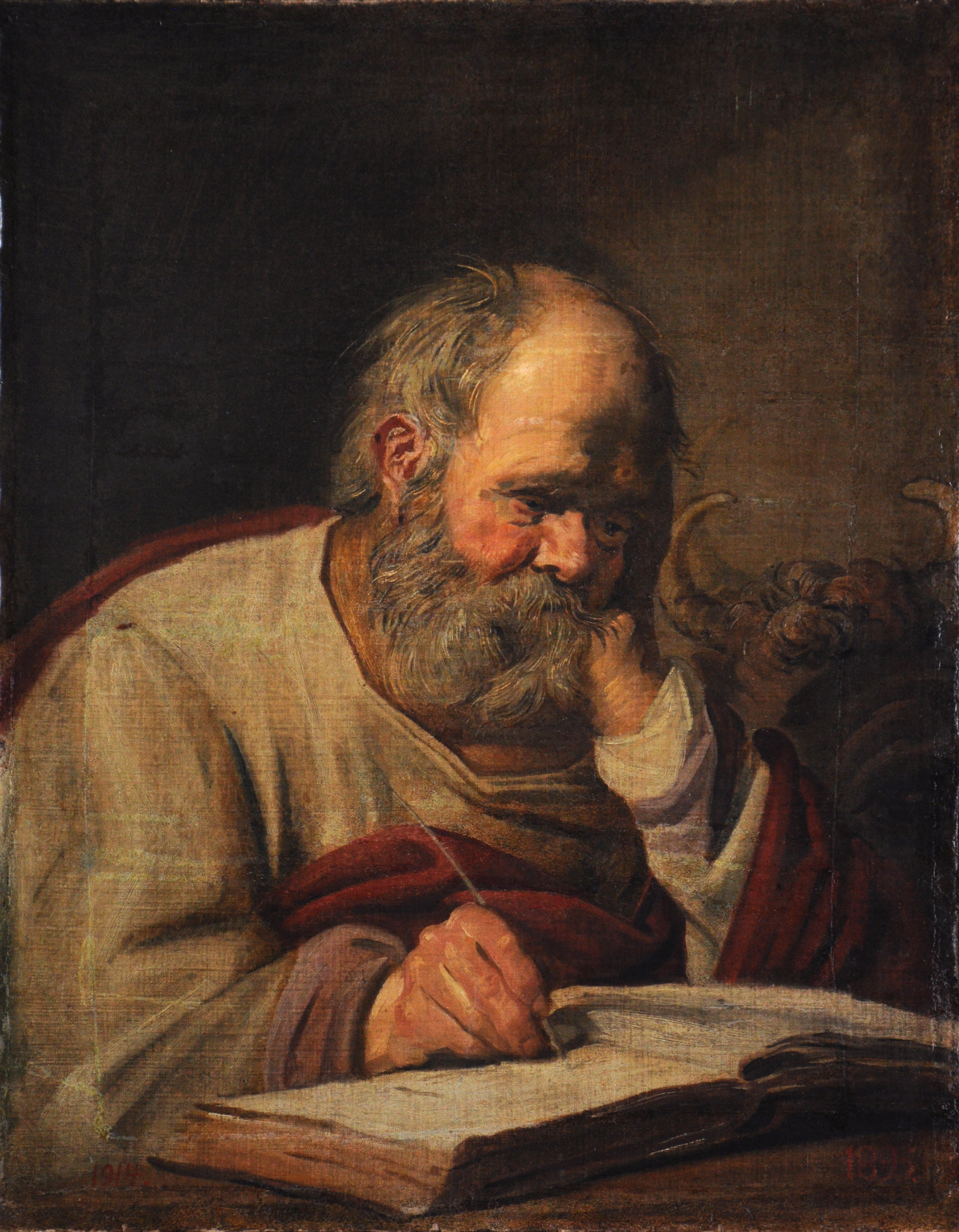
Франс Хальс. Святой Лука

В самом тексте Евангелия каких-либо указаний на личность автора не содержится. Древнее церковное предание считает, что этот анонимный автор Евангелия есть Лука, ученик апостола Павла. Не вызывает сомнений, что автор Евангелия от Луки создал также и книгу Деяний Апостолов, одинаковый литературный стиль и языковые особенности это убедительно доказывают.
Некоторые учёные считают, что евангелист Лука был сподвижником Апостола Павла, другие это отрицают. Последние ссылаются на то, что Деяния и письма Павла в ряде мест плохо согласуются между собой, а также на то, что в Послании к Галатам Павел упоминает, что из апостолов видел только Петра и Иакова, брата Господня (Гал. 1:18, 19), отрицая таким образом Луку и прочих возможных сподвижников как апостолов.
Авторство Луки подтверждают древние христианские писатели. Ириней Лионский писал: «Лука, спутник Павла, изложил преподанное Апостолом Евангелие в отдельной книге» (Против Ересей, III,1). Также об авторстве Луки пишут Евсевий Кесарийский, Климент Александрийский, Ориген и Тертуллиан. Евангелие от Луки входит в Мураториев канон.
В ранней Церкви подлинность Евангелия и авторство Луки не подвергались сомнению, и никаких альтернатив не обсуждалось.
В последней главе книги приводится подробное повествование, отсутствующее у других евангелистов, о путешествии ученика Христа Клеопы с неназванным по имени спутником в селение Эммаус и о явлении воскресшего Христа им на пути. Со времён раннего христианства христианская традиция считает, что Лука входил в число 70 апостолов Христа, и этот неназванный спутник и есть Лука, автор книги. Однако эта версия противоречит версии об обращении Луки в христианство апостолом Павлом, в пользу которой также говорит многое, особенно в тексте Деяний.
Косвенным подтверждением авторства Луки служит тщательное описание недугов, от которых излечивал Иисус, в то время, как в Послании к Колоссянам апостол Павел сообщает, что Лука был врачом по профессии. Кроме того, только Лука описывает гематидроз — кровавый пот во время Гефсиманской молитвы, хотя в некоторых древнейших манускриптах этот фрагмент отсутствует, что дало некоторым исследователям основание считать его позднейшей вставкой, призванной побороть ересь докетизма.
Большая часть современных библеистов разделяет традиционную точку зрения об авторстве Евангелия. Отвергают принадлежность Евангелия перу Луки главным образом те исследователи, которые датируют Евангелие II веком.

## Время создания
Время создания достоверно установить невозможно. Большинство исследователей полагает, что оно создано позже Евангелий от Матфея и Марка и точно раньше Евангелия от Иоанна. Возможно первая фраза книги — «Как уже многие начали составлять повествования о совершенно известных между нами событиях» — намекает на уже созданные Евангелия от Марка и Матфея. Традиция относит создание книги на 60-е года I века, однако многие современные исследователи полагают более вероятным диапазоном 70—80 либо 80—100 года. Версия о создании книги во II веке в настоящее время имеет немного сторонников, она поддерживалась исследователями Тюбингенской школы, а также сторонниками версии о том, что Евангелие от Луки базировалось на апокрифе еретика Маркиона, созданном во II веке. В любом случае вопрос о времени создания Евангелия от Луки должен решаться вместе с вопросом о времени создания Деяний, которые являются продолжением этого Евангелия.

## Богословские особенности
Лука подчёркивает универсальность Благой Вести и её открытость для всех людей. Так Симеон Богоприимец во время Сретения говорит о Младенце, что тот будет светом для язычников; во время описания проповеди Иоанна Крестителя только Лука приводит ветхозаветную цитату «И узрит всякая плоть спасение Божие». Родословие Иисуса Христа в Евангелии от Матфея начинается от Авраама, прародителя евреев; в то время, как в Евангелии от Луки от Адама, родоначальника всех людей.
Особое внимание Лука уделяет людям и Божьей любви к ним. Он не только литературно точно описывает самые разнообразные людские характеры, но и особым образом подчёркивает заботу Христа о простых людях. Нетрудно заметить, что если в Евангелии от Матфея большинство притч Спасителя посвящено Царству Небесному, то Лука приводит множество притч, сосредоточенных на людях. Особенно автор Евангелия подчёркивает милосердие Божье к кающимся.

## Язык

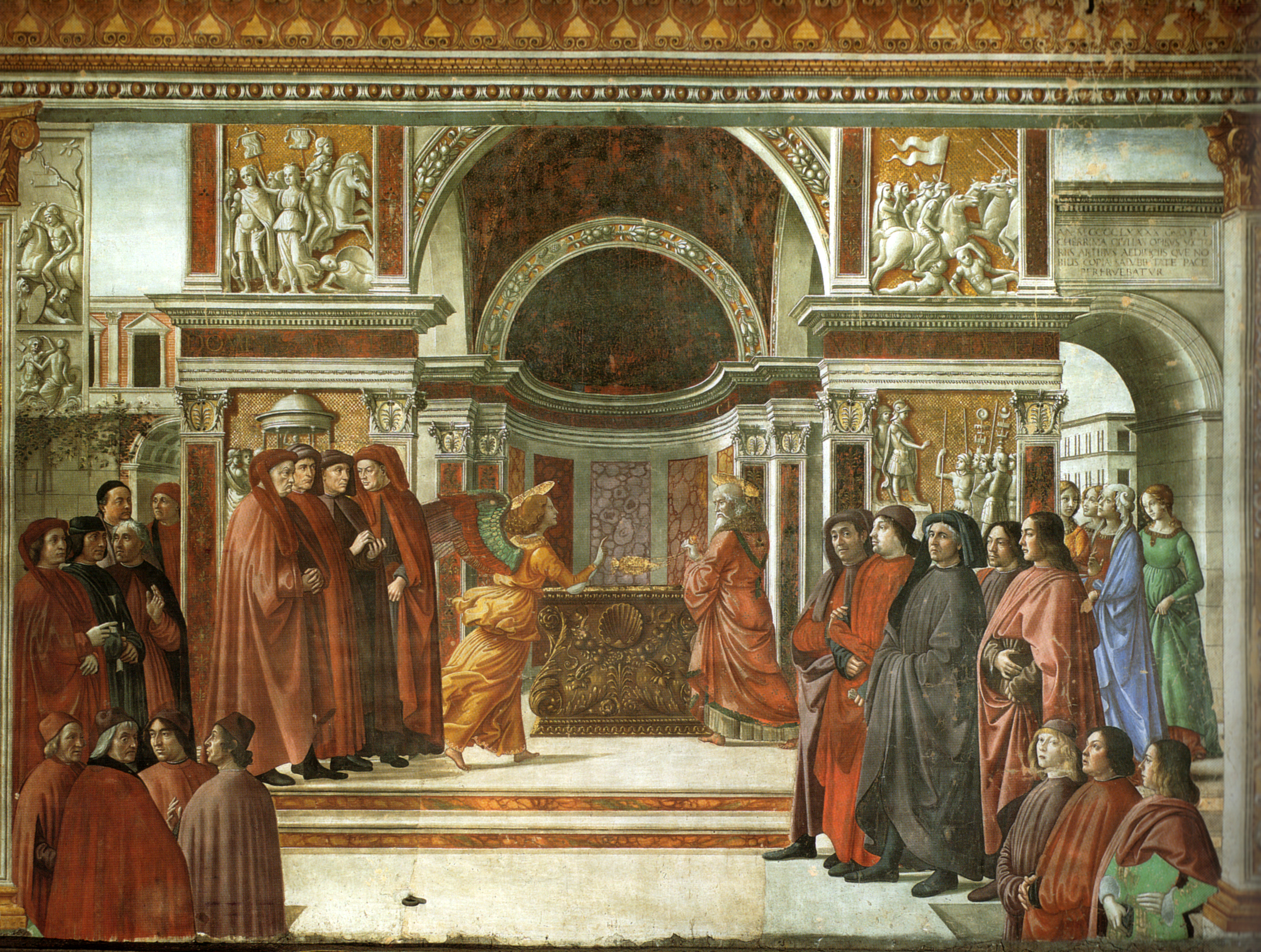
Д. Гирландайо. Благовестие Захарии, Капелла Торнабуони

Евангелие, как и весь Новый Завет (за исключением, возможно, Евангелия от Матфея), написано на койне, разговорном греческом языке I века.
В первой главе Евангелия приводятся два благодарственных гимна — Захарии (лат. Benedictus — «Благословен» (Лк. 1:38—79) и Девы Марии (лат. Магнификат — «Величит (душа моя Господа)» (Лк. 1:46—54), резко отличающиеся своим совершенно ветхозаветным языком и стилем от остального текста Евангелия. Вероятно, эти гимны существовали в устной традиции и были включены Лукой в Евангелие без изменений.

## Манускрипты
Старейший из найденных манускриптов Евангелия датируется первой половиной III века и представляет собой пять папирусных фрагментов текста. Древнейшими рукописями, в которых сохранился полный текст Евангелия, являются Синайский и Ватиканский кодексы IV века.

## Евангелие от Луки в истории и культуре

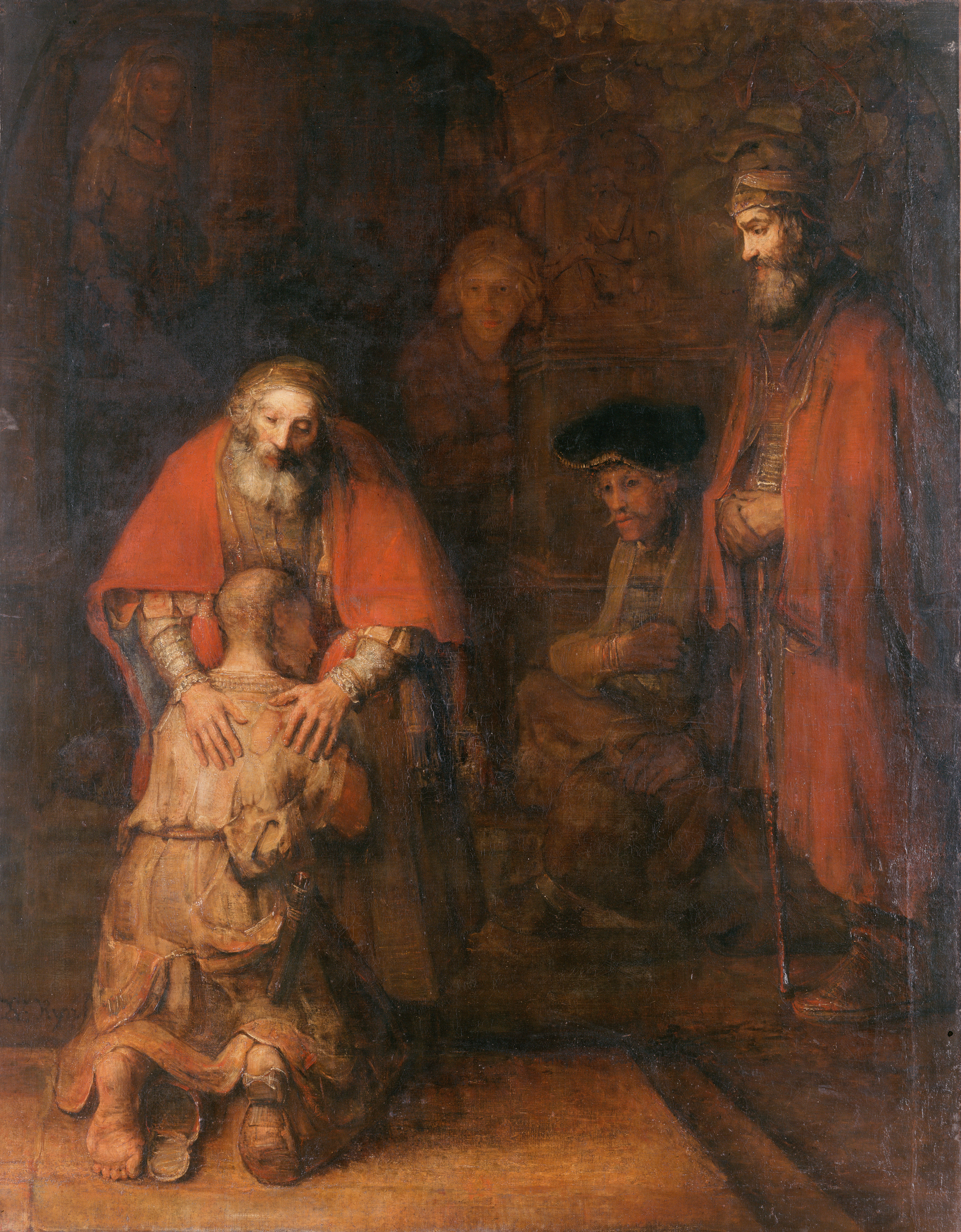
Рембрандт. Возвращение блудного сына

Событиям, описанным в Евангелии от Луки, посвящено множество выдающихся произведений искусства. Популярными сюжетами для средневековых картин, фресок и скульптур были благовестие ангела Захарии (Д. Гирландайо, А. А. Иванов), посещение Девой Марией Елисаветы (Понтормо, Джотто, Пьеро ди Козимо, М. Дени), Сретение (фра Анджелико, Гольбейн, П. Каваллини, Рембрандт, Карпаччо и др.), поклонение пастухов (Эль Греко, Караваджо, Джорджоне, Мурильо, Пуссен и др.), явление Христа в Эммаусе (Караваджо), а также общие для Евангелия от Луки и других Евангелий события Евангельской истории.
Часто великие художники обращались к сюжетам притч из Евангелия от Луки — «Возвращение блудного сына» (по теме этой притчи написана в том числе и знаменитая картина Рембрандта), милосердный самарянин (Рембрандт, Корнелиссен) и др.
Обширна иконография событий Евангелия, персонажей евангельской истории, а также автора Евангелия — апостола Луки.
Музыку на текст благодарственного гимна Богородицы «Магнификат» написали Иоганн Себастьян Бах, Клаудио Монтеверди, Антонио Вивальди, Иоганн Кунау, Сергей Рахманинов и другие знаменитые композиторы.
В 1979 году по тексту Евангелия от Луки был снят художественный фильм «Иисус».